# Economía de la provincia de Guadalajara
La economía de la provincia de Guadalajara se refiere al conjunto de bienes y actividades que integran la riqueza de la provincia de Guadalajara. La economía de la provincia de Guadalajara se ha beneficiado por su cercanía a Madrid. La agricultura ha jugado tradicionalmente un importante papel, si bien desde mediados del siglo XX se dio un salto hacia la industrialización y la terciarización. 
Con la tasa de actividad más alta del país, el volumen más elevado de exportaciones de la región de Castilla-La Mancha, unas buenas infraestructuras y unas óptimas comunicaciones ferroviarias y de carretera, la provincia muestra dinamismo económico. En cambio, también presenta la tasa de siniestralidad más alta del país.
El grueso económico de la provincia se vertebra alrededor del Corredor del Henares, que discurre a lo largo de la A-2, en el eje Barcelona-Zaragoza-Madrid. La actividad logística es, por ello, un importante motor económico en la provincia, donde destacan el Puerto Seco de Azuqueca de Henares, o la futura Ciudad del Transporte, en los términos municipales de Guadalajara y Marchamalo, y que se convertirá en la mayor plataforma de la zona centro de la península.
La distribución porcentual de los activos por sector económico arroja los siguientes datos en el cuarto trimestre de 2019: agricultura, ganadería, pesca y minería: 0,3%; industria: 13,2%; construcción: 7,8%; servicios: 72,2%

## = Agricultura
A pesar del tamaño de la provincia de Guadalajara, las tierras destinadas las necesidades agrarias son escasas, y destacan los cultivos herbáceos sobre los leñosos, y los de secano sobre los de regadío.

## Industria
El sector industrial cuenta con una especial importancia para la economía de la provincia. Concentrada prácticamente en el llamado Corredor del Henares, algunos municipios con un tejido industrial relevante son Azuqueca de Henares, Alovera, Cabanillas del Campo, Marchamalo o la propia Guadalajara.
El Corredor del Henares se encuentra en el eje Madrid-Zaragoza-Barcelona, uniendo tres importantes ciudades del país, por lo que la actividad logística se ha visto favorecida con infraestructuras como el Puerto Seco de Azuqueca, una terminal ferroviaria intermodal de tránsito de mercancía o la plataforma logística intermodal Puerta Centro - Ciudad del Transporte, en los términos municipales de Guadalajara y Marchamalo.